# James Herriot

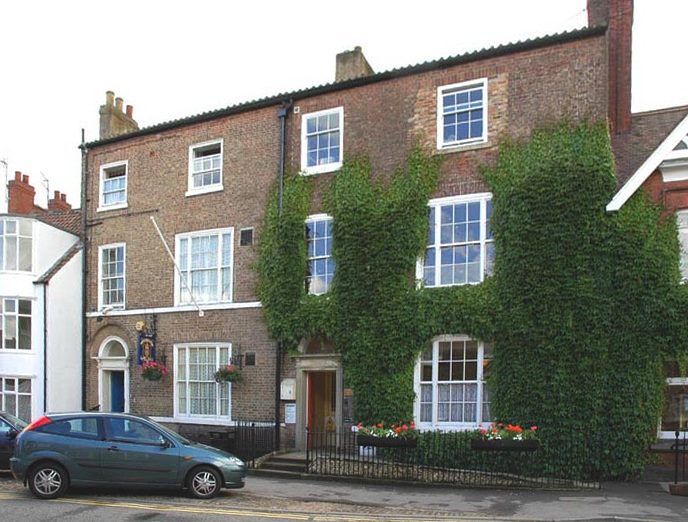
Wights praktijk in Thirsk

James Herriot, pseudoniem van James Alfred Wight (Sunderland, 3 oktober 1916 – Thirlby, 23 februari 1995), was een Engels schrijver en dierenarts.

## Loopbaan
Alf Wight was de zoon van een lasser op een scheepswerf. Als jongeman woonde hij in Glasgow, waar hij in 1939 afstudeerde als dierenarts aan het Glasgow Veterinary College. In datzelfde jaar trok hij naar Engeland, waar hij werk vond als assistent in Thirsk, in Yorkshire. Wight noemde het echter in zijn boeken Darrowby. Hij bleef de rest van zijn loopbaan op hetzelfde adres, Kirkgate 23, werken. De praktijk is gerestaureerd en is nu een museum. Hij werkte samen met Donald Sinclair, die van Wight de fictieve naam Siegfried Farnon meekreeg, en Donalds jongere broer Brian, die bekend zou worden als Tristan.
In 1941 trouwde hij met Joan. 's Avonds vertelde Wight steeds verhalen over de gebeurtenissen van de afgelopen dag. Zijn vrouw zette hem aan die op te schrijven.
In 1970 verscheen zijn eerste boek, If Only They Could Talk, onder het pseudoniem James Herriot. Wight koos die naam toen hij, terwijl hij zijn boek aan het uittypen was, een footballmatch op televisie zag. Bij een van de ploegen, Birmingham City, speelde een zekere Jim Herriot. Wight besloot die naam te gebruiken.
In 1978 was zijn succes enorm. De BBC besloot een televisieserie te maken met de titel All Creatures Great and Small. Uiteindelijk werden 91 afleveringen gemaakt in 7 series, verspreid over dertien jaar (1978-1990). Ook werden er 3 zogenaamde specials van 90 minuten opgenomen (1983-1985-1990).
In 2020 werd een geheel nieuwe serie gemaakt, in opdracht van Channel 5 (Groot-Brittannië) en PBS (Verenigde Staten). Het merendeel van de opnames werd gefilmd in de Yorkshire Dales. De serie bestond uit zes afleveringen en een speciale Kerst-aflevering. In 2021 volgde een tweede reeks van zes afleveringen en een speciale Kerst-aflevering.
Zijn boeken werden vertaald in veertig talen, tien miljoen werden er verkocht.
Wight overleed op 78-jarige leeftijd aan kanker in zijn huis in Yorkshire.